# Kerstin Martens
Kerstin Martens (* 1974 in Rotenburg (Wümme)) ist eine deutsche Politikwissenschaftlerin und Professorin für Internationale Beziehungen und Weltgesellschaft am Institut für Interkulturelle und Internationale Studien (InIIS) der Universität Bremen.

## Leben
Nach dem Abitur arbeitete sie 1993 zunächst als Sprachassistentin an der Portree High School auf der Insel Skye. Von 1994 bis 1996 studierte Kerstin Martens Politikwissenschaft, Neuere Geschichte und angewandte Kulturwissenschaft an der Westfälischen Wilhelms-Universität in Münster. 1996 und 1997 studierte sie Politikwissenschaft und Völkerrecht am Institut d’études politiques de Bordeaux. Es folgte ein Studium der internationalen Beziehungen an der University of Nottingham mit dem Abschluss eines Master of Arts (M.A.) 1998. Ihre Master-Arbeit trug den Titel NGOs, IGOs and International Relations Theory - A Case Study of the Relationship between NGOs and UNESCO. 1998 beteiligte sie sich am Forschungsprojekt Election Rhetoric in Germany, Sweden, Great Britain and the United States der Universitäten Nottingham und Greifswald. 1999 bis 2003 folgte ein Promotionsstudium der Politik- und Gesellschaftswissenschaften am Europäischen Hochschulinstitut in Florenz. In dieser Zeit schob sie 2001 ein Studium der Public Administration an der New York University ein. 2003 promovierte Kerstin Martens zum Thema NGOs in the UN System - A Study of Institutionalised Relations between Societal Actors and the United Nations bei Thomas Risse. Sie war dann 2003 bis 2006 Wissenschaftliche Mitarbeiterin im Forschungsprojekt Internationalisierung von Bildungspolitik an der Universität Bremen und 2007 Karl W. Deutsch-Gastprofessorin am Wissenschaftszentrum Berlin für Sozialforschung. Von 2007 bis 2008 war sie an der Universität in Bremen als Juniorprofessorin für Internationale Beziehungen und Weltgesellschaft tätig und wurde 2009 als Professorin in diesen Fächern an die Universität Bremen berufen. Dort war sie unter anderem im Sonderforschungsbereich 597 (Staatlichkeit im Wandel) tätig, bis dieser im Dezember 2014 planmäßig seine Arbeit einstellte.